# Oneida (Tennessee)
Oneida é uma cidade  localizada no estado norte-americano Tennessee, no Condado de Scott.

## Demografia
Segundo o censo norte-americano de 2000, a sua população era de 3615 habitantes.
Em 2006, foi estimada uma população de 3682, um aumento de 67 (1.9%).

## Geografia
De acordo com o United States Census Bureau tem uma área de
26,7 km², dos quais 26,3 km² cobertos por terra e 0,4 km² cobertos por água.

## Localidades na vizinhança
O diagrama seguinte representa as localidades num raio de 24 km ao redor de Oneida.